# The Cat Lady
The Cat Lady ist ein Adventure des polnischen Studios Harvester Games aus dem Jahr 2012. Es ist wegen zahlreicher expliziter Gewaltdarstellungen dem Horror-Genre zuzurechnen, befasst sich inhaltlich aber mit komplexen, psychologischen Entwicklungen.

## Handlung
Der Spieler übernimmt die Rolle von Susan Ashworth, einer alleinstehenden Frau mittleren Alters, die mit ihrem Leben nicht mehr zurechtkommt. Sie lebt nach dem Verlust ihres Arbeitsplatzes alleinstehend, und ihr einziger Bezugspunkt zur Außenwelt sind die Katzen der Nachbarschaft, die bei ihr ein und aus gehen. Zu Beginn des Spiels hat sie gerade einen Suizidversuch unternommen. In mehreren Kapiteln gilt es, abwechselnd Ashworths Unterbewusstsein und ihre reale Umgebung zu erforschen und ihr trotz mehrerer Rückschläge eine Perspektive für das weitere Leben zu verschaffen.

## Spielprinzip und Technik
The Cat Lady ist in 2D gehalten und wird komplett über die Tastatur gesteuert. Der Spieler bewegt Susan mittels der Cursortasten nach links und rechts, wird beim Passieren manipulierbarer Objekte auf diese hingewiesen und kann dann mittels mehrerer Sondertasten Aktionen auslösen. Die Interaktionsmöglichkeiten sind mithin gegenüber klassischen Point-and-Click-Adventures leicht eingeschränkt, allerdings legt The Cat Lady den Fokus auf eine vielschichtige Handlung und die Entwicklung der Spielfigur, was für Adventure-Spieler mitunter wichtiger ist als eine ausgefeilte Steuerung.

## Produktionsnotizen
Autor Michalski, der als gebürtiger Pole in England lebt und hauptberuflich als Krankenpfleger arbeitet, wurde nach eigenen Angaben durch Beobachtungen bei und Gesprächen mit Freunden, Verwandten und Patienten zu einem Spiel über Depression animiert. Eine Person aus seinem Bekanntenkreis habe dabei als Vorbild für den Hauptcharakter Susan Ashworth gedient. Der Soundtrack enthält Lieder der Alternative-Bands Tears of Mars und Warmer. Zu den Sprechern zählt unter anderem David Firth.

## Rezeption
The Cat Lady erhielt größtenteils positive Bewertungen. Die Rezensionsdatenbank Metacritic aggregiert elf Rezensionen des Spiels zu einer Durchschnittswertung von 81/100.
Das Fachmagazin Adventure-Treff lobte die „über alle Maßen spannende Geschichte, deren komplexe Konstruktion ihresgleichen sucht“. Redakteur Baldur Brückner lobte darüber hinaus die „bis ins letzte Detail“ ausgearbeiteten Charaktere. Er kritisierte, dass man dem Spiel sein geringes Budget deutlich anmerke und dass insbesondere die Charaktere graphisch aussähen, als würden sie „gegen die Menschenrechte verstoßen“.